# Glovertown
Glovertown is een plaats en gemeente (town) in de Canadese provincie Newfoundland en Labrador. Glovertown ligt in het oosten van het eiland Newfoundland, nabij het Nationaal Park Terra Nova.

## Geschiedenis
In 1954 werd de plaats Glovertown erkend als een gemeente met de status van town. Doorheen de jaren 50, 60 en 70 breidde het grondgebied verschillende malen verder uit.
In 2014 liet de provinciale overheid een haalbaarheidsonderzoek voeren naar de eventuele creatie van een fusiegemeente bestaande uit Glovertown en Traytown. De fusie vond echter nooit plaats en Glovertown bleef gewoon als zelfstandige gemeente voortbestaan.

## Geografie
De gemeente bestaat uit het dorp Glovertown en de daarbij horende buurten Saunders Cove, North Shore en Glovertown South. Deze plaatsen liggen allen aan de Middle Arm. Dat is een zijarm van de Alexander Bay, die zelf in verbinding staat met de grote Oost-Newfoundlandse Bonavista Bay.
Het Nationaal Park Terra Nova ligt 5 km ten zuidoosten van het dorp. Glovertown grenst in het oosten aan Traytown.
Het dorp wordt doorkruist door provinciale route 310 en is bereikbaar via afrit 25 van provinciale route 1 (de Trans-Canada Highway). Ter hoogte van de plaats, tussen het dorpscentrum en Glovertown South, mondt de Terra Nova River in zee uit.

## Demografie
Demografisch gezien is Glovertown, net zoals de meeste afgelegen dorpen op Newfoundland, aan het krimpen. Tussen 1996 en 2021 daalde de bevolkingsomvang van 2.292 naar 1.948. Dat komt neer op een daling van 344 inwoners (-15,0%) in 25 jaar tijd.
| Demografische ontwikkeling van Glovertown tussen 1956 en 2021              |
| -------------------------------------------------------------------------- |
|                                                                            |
| Bron: Statistics Canada (1951–1986, 1991–1996, 2001–2006, 2011–2016, 2021) |

### Taal
In 2021 had ruim 98% van de inwoners van Glovertown het Engels als moedertaal; vrijwel alle anderen waren die taal machtig. Hoewel slechts tien mensen (0,5%) het Frans als moedertaal hadden, waren er 35 mensen die die andere Canadese landstaal konden spreken (1,8%). De meest gekende taal naast het Engels of het Frans was het Spaans, met tien mensen die die taal anno 2021 machtig waren.

## Gezondheidszorg
Gezondheidszorg wordt in de gemeente aangeboden door het Dr. C.V. Smith Memorial Community Health Centre. Deze lokale zorginstelling valt onder de bevoegdheid van de Newfoundland and Labrador Health Services (en tot april 2023 onder die van de gezondheidsautoriteit Central Health). Het centrum biedt inwoners uit de omgeving basale eerstelijnszorg aan.